# Дициани, Гаспаро
Гаспаро Дициани, Гаспаре Дициани (итал. Gaspare Diziani; 24 января 1689, Беллуно, Венето — 17 августа 1767, Венеция) — живописец-декоратор венецианской школы XVIII века, рисовальщик и гравёр, представитель стиля позднего барокко и раннего рококо, мастер алтарных картин, пейзажей и фресок.

## Биография
Родился в провинциальном городке Беллуно венецианской области, в семье Джузеппе Де Чиано (De Ciano) и Джустины. Первое художественное образование получил в родном городе у провинциального мастера Антонио Ладзарини, склонного к тенебризму, а затем продолжил обучение у его брата Грегорио Ладзарини и у Себастьяно Риччи в Венеции (1709—1711).
Как и большинство венецианских художников XVIII века, Гаспаро Дициани увлекался музыкой и театром. С 1712 года путешествовал по Европе в качестве странствующего художника. Сначала он остался в Англии. В 1717 году в качестве помощника театрального художника Алессандро Мауро отправился в столицу Саксонии — город Дрезден, где работал в придворном театре курфюрста Фридриха Августа I Саксонского (Августа Сильного). Он проектировал декорации и создал несколько алтарных картин для Придворной католической церкви в Дрездене.
Затем Дициани работал в Мюнхене. Картины для здания Мюнхенской резиденции, выполненные в 1717 году, были утеряны во время последней мировой войны. В 1720 году художник вернулся в Венецию, где был принят в «братство живописцев» (fraglia dei pittori). О мастере узнали в папском Риме, и некоторое время он состоял на службе у кардинала Пьетро Оттобони.
Гаспаро Дициани много занимался рисунком и гравюрой. Для венецианского издания «Божественной комедии» Данте Алигьери 1757 года восемь песен «Ада» были проиллюстрированы гравюрами художника, как и (частично) французское издание 1740 года трактата Андреа Палладио «Четыре книги об архитектуре».
Последние десятилетия жизни художник провёл в Венеции. Гаспаро Дициани — один из основателей Венецианской академии изящных искусств. Два года (1760—1762) он был её президентом. В 1766 году живописец был переизбран президентом Академии на вторые два года, однако скоропостижно скончался в кофейне на площади Сан-Марко в Венеции 17 августа 1767 года.
От брака с Анжелой Фельтрин (с 1731 года) у Гаспаро было десять детей, из них сыновья Джузеппе (1732—1803) и Антонио (1737—1797) стали художниками, помощниками отца в создании религиозных картин и фресок.

## Особенности индивидуального стиля
Гаспаро Дициани — мастер широкого диапазона. Он работал над созданием театральных декораций, книжных иллюстраций, алтарных картин и фресок. В его произведениях преобладали декоративные качества, которые начали доминировать в живописи Венеции XVIII века. В жанре пейзажа мастер не занимался топографически точным воспроизведением натуры, как мастера ведуты: Каналетто или Бернардо Белотто. Он писал в свободной, широкой манере. Тяготение к монументальным произведениям позволило художнику принимать заказы на декоративные плафоны большого размера. Тем не менее принято считать, что Дициани уступал в одарённости другим известным венецианским мастерам — Джованни Баттиста Тьеполо и Якопо Гуаране, который занял место Тьеполо после его отбытия в Мадрид. Оба мастера, Гуарана и Дициани, подражали виртуозной манере Тьеполо, но Гуарана делал это более основательно, чем Гаспаро Дициани.
После смерти Себастьяно Риччи в 1734 году Дициани отказался от работы в театре и полностью посвятил себя декоративным росписям. Он приобрёл известность быстрой и точной техникой письма широкими мазками, которые восходят к влиянию Риччи. Позднее он выработал собственный стиль, более мягкий и тонкий, что особенно отразилось в его произведениях второй половины 1740-х годов.
В XIX веке Дициани в значительной степени был предан забвению, его работы почти никогда не упоминались. Только со временем его важный вклад в художественную эпоху позднего барокко был признан. В наше время работы художника можно найти во многих европейских музеях, таких как Лувр в Париже или Галерея Альбертина в Вене. В Санкт-Петербургском Эрмитаже имеется одна картина («Пейзаж с охотниками») Антонио (сына художника), ранее считавшаяся произведением самого Гаспаро Дициани. Примечательно, что и Гуарана и Дициани, благодаря своей известности в качестве продолжателей искусства Тьеполо, получили заказы на создание декоративных панно для России.

## Произведения Дициани в России
Для загородной резиденции Великой княгини, а затем императрицы Екатерины II, — Китайского дворца в Ораниенбауме (пригород Санкт-Петербурга) писали панно и плафоны самые известные в то время итальянские художники: Дж. Б. Тьеполо, Я. Гуарана, С. Торелли, С. и Дж. Бароцци, Дж. Питтони, Ф. Цуньо. В 1765 году Гаспаро Дициани были заказаны шесть плафонов маслом на холсте для различных помещений небольшого по размеру дворца. Наиболее известный из них — «Щедрость и Зависть», аллегорическая композиция для «Стеклярусного кабинета».
После опустошительного пожара в Зимнем дворце в 1837 году, восстановление здания было поручено императором Николаем I архитектору В. П. Стасову. Большой плафон главной, Иорданской лестницы Зимнего дворца, созданный Франческо Фонтебассо, восстановлению не подлежал. Вместо него решили отреставрировать и использовать хранившийся в Эрмитаже плафон (холст, масло, 1890 × 854 см) с изображением пиршества Олимпийских богов работы Дициани (1760). Плафон оказался намного меньше площади потолка и рисунок недостающих обрамлений выполнил в 1838 году архитектор Стасов.

## Галерея

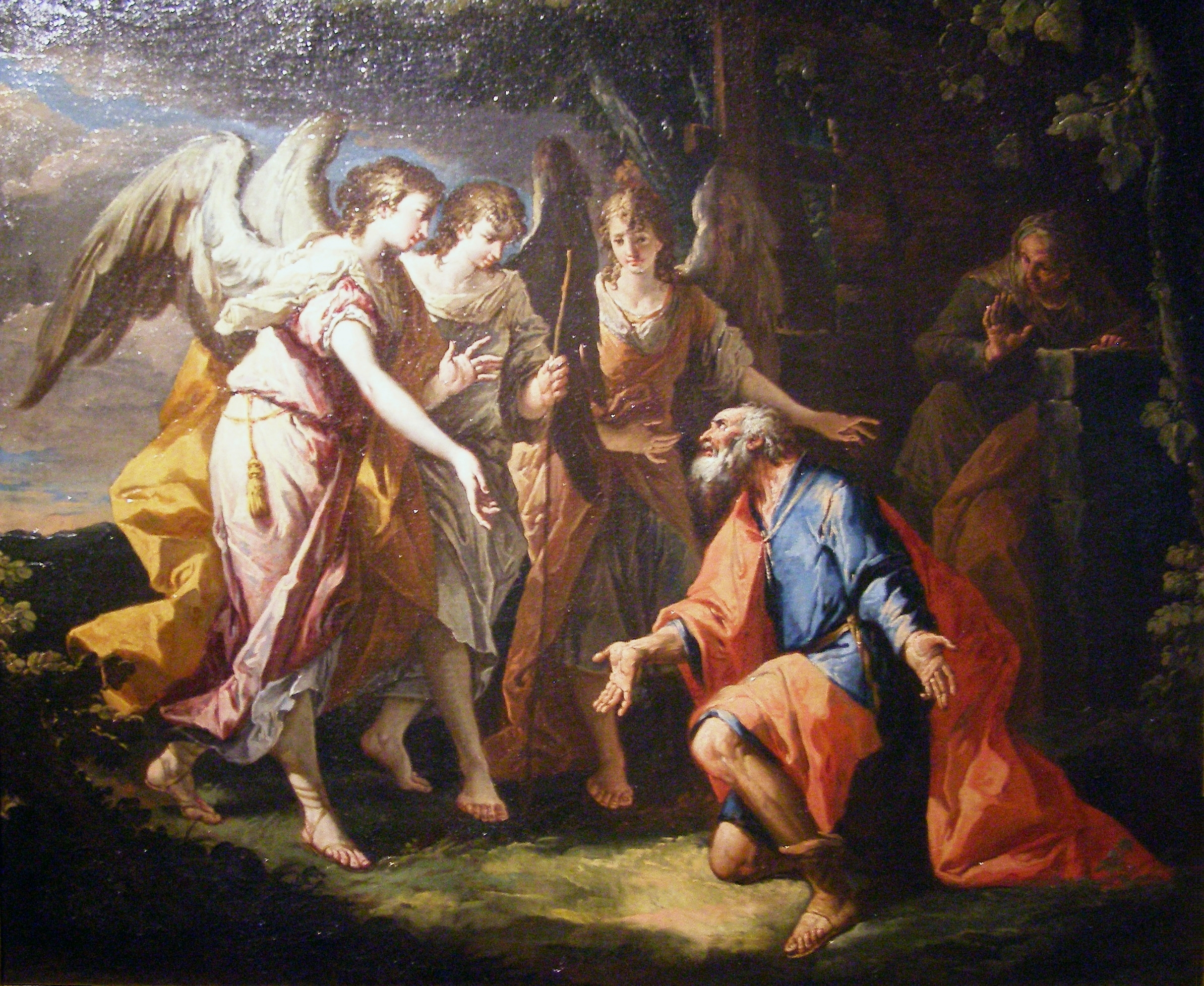
Явление трёх ангелов Аврааму. Ок. 1735 г. Холст, масло. Национальный музей, Краков
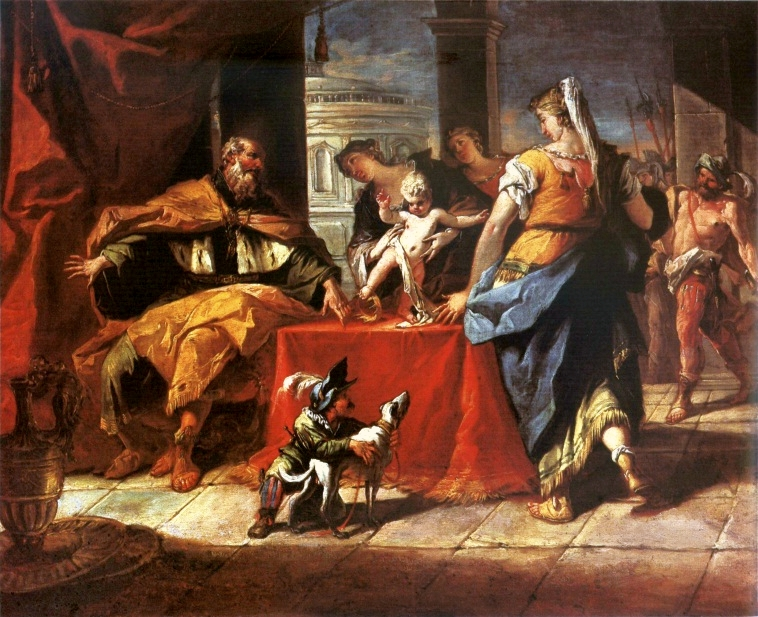
Моисей попирает корону фараона. Между 1740 и 1750 гг. Холст, масло. Национальный музей, Варшава
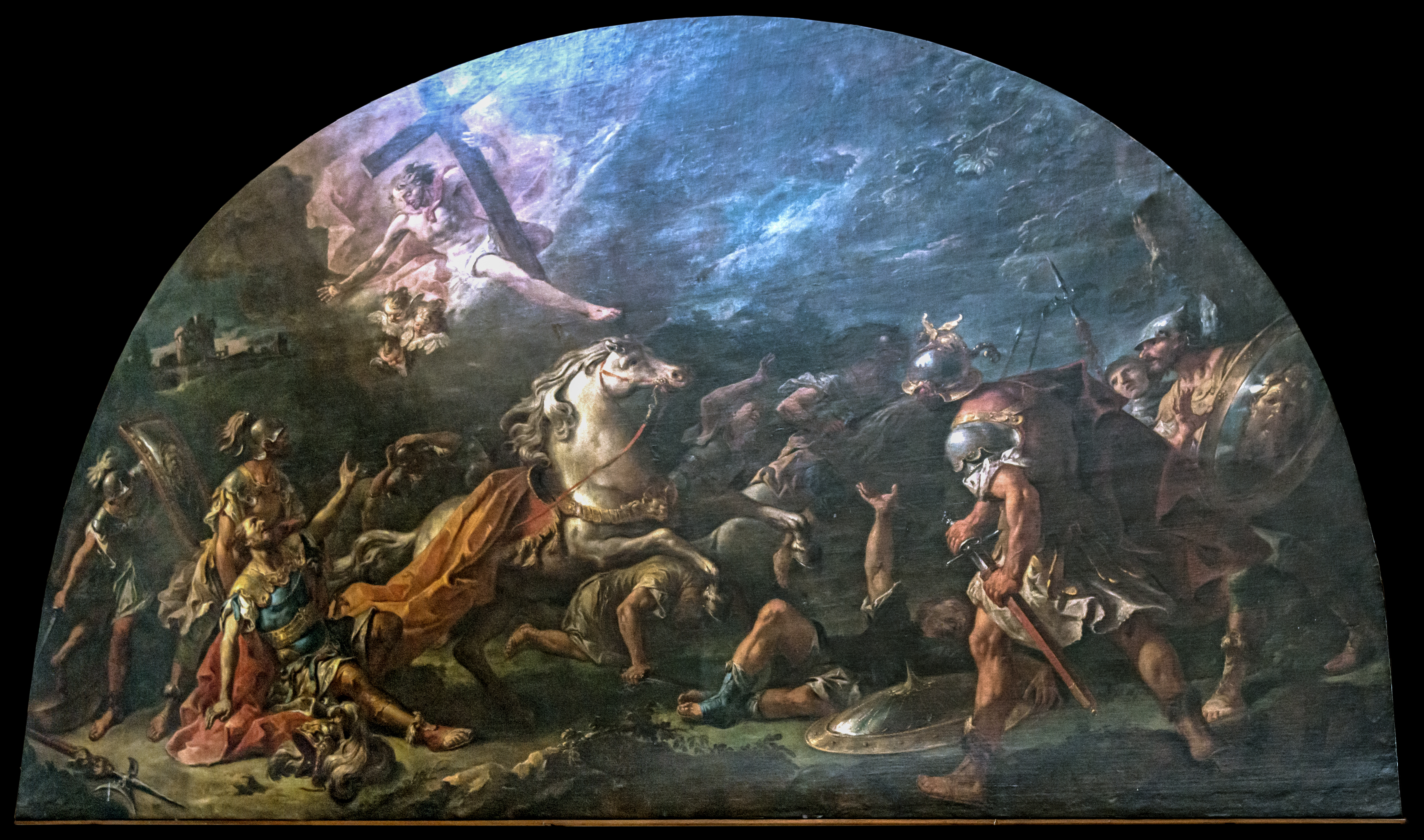
Обращение Павла. Холст, масло. Базилика Санта-Джустина, Падуя
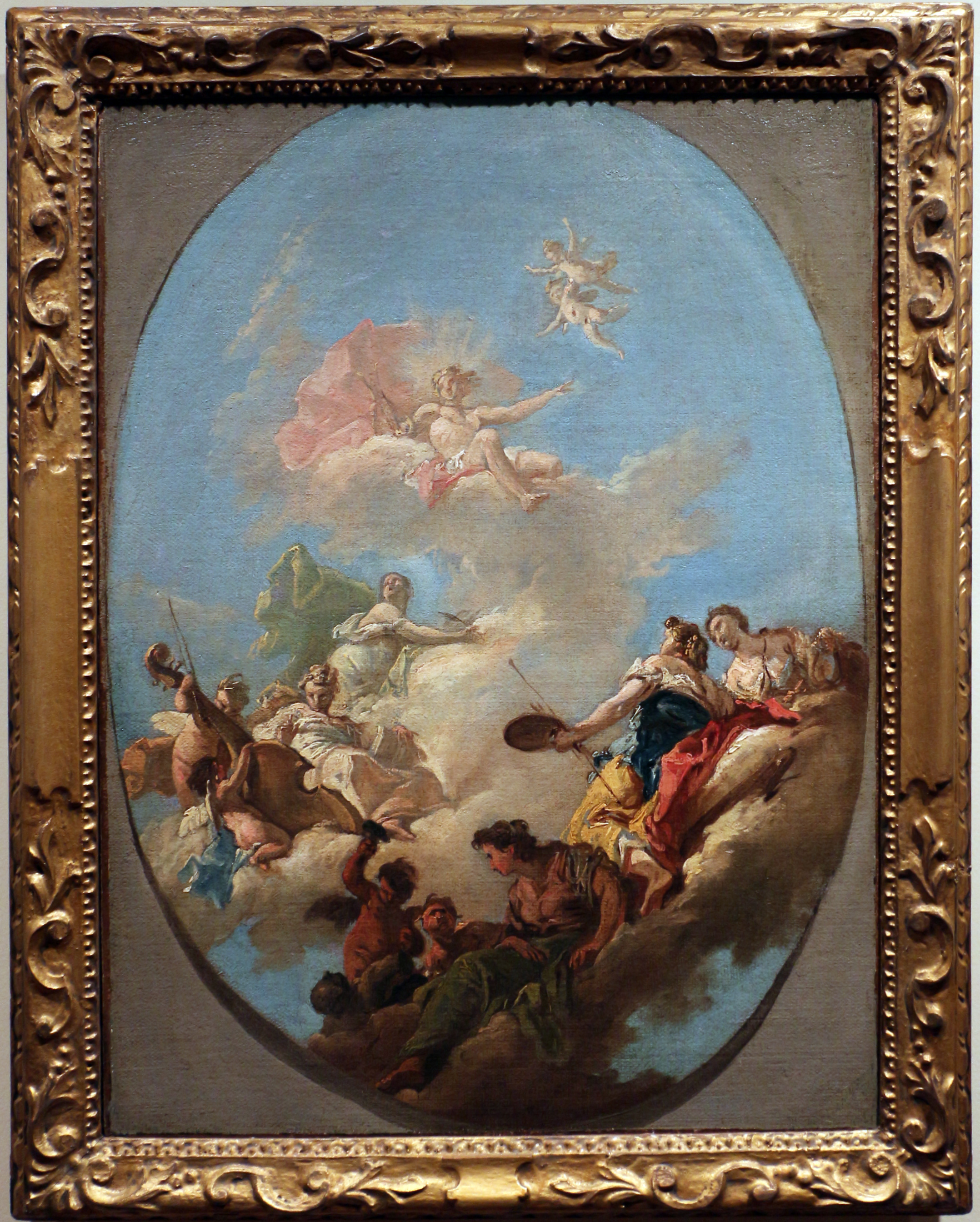
Аполлон и искусства. Холст, масло. Музей венецианского сеттеченто, Ка-Реццонико, Венеция
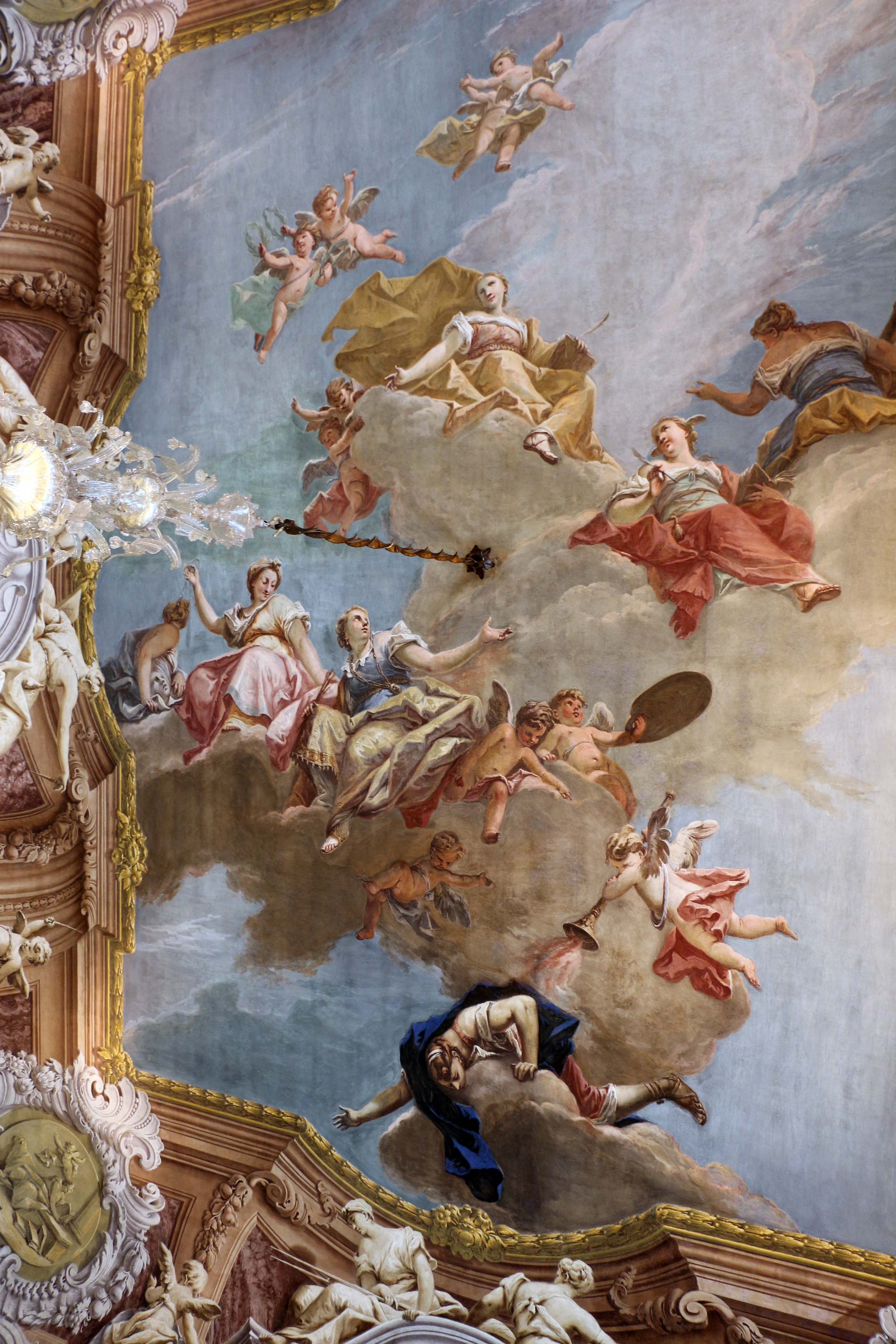
Победа искусства над невежеством. Плафон зала Ка-Реццонико, Венеция
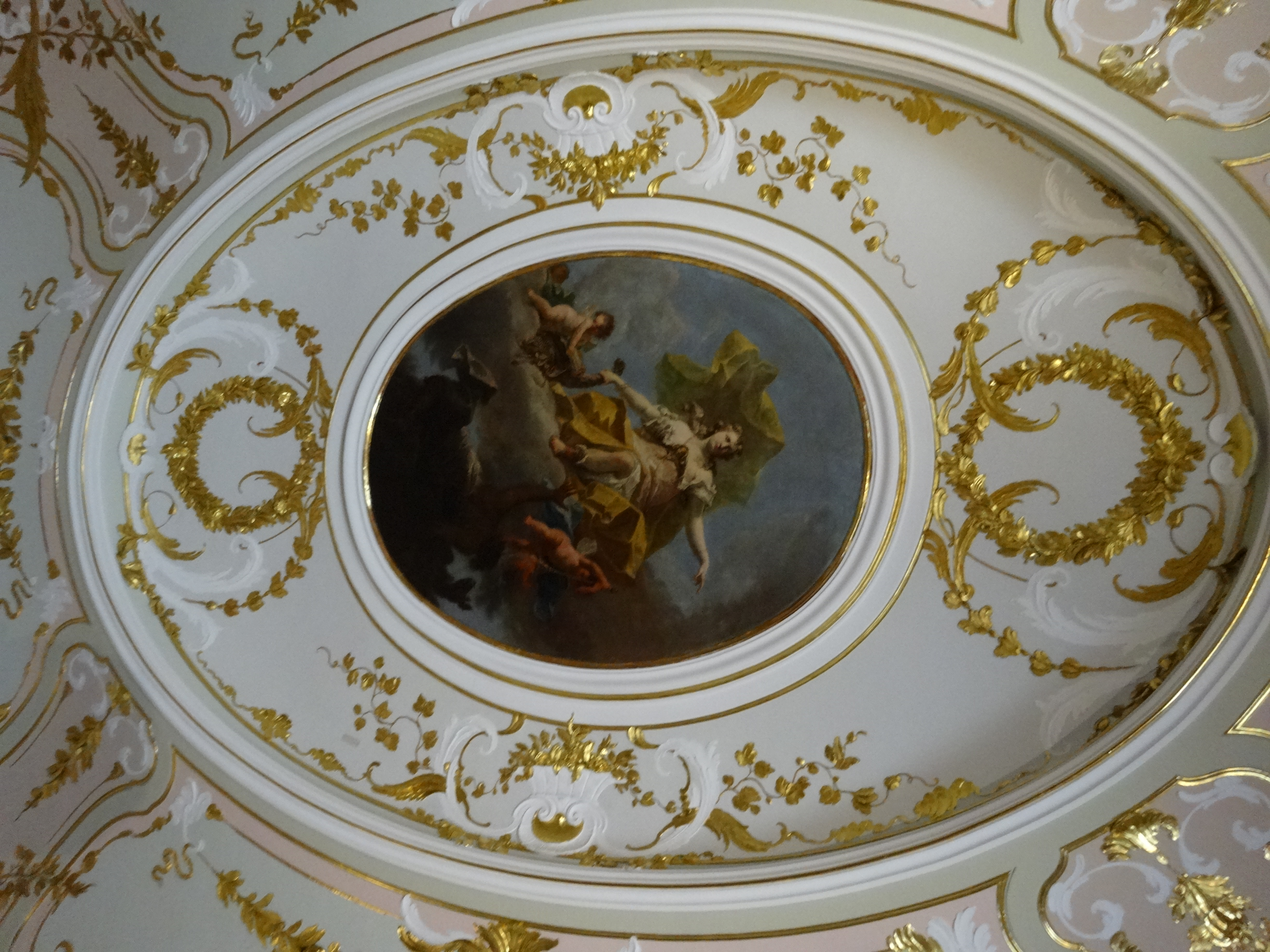
Щедрость и Зависть. Плафон «Стеклярусного кабинета» Китайского дворца в Ораниенбауме
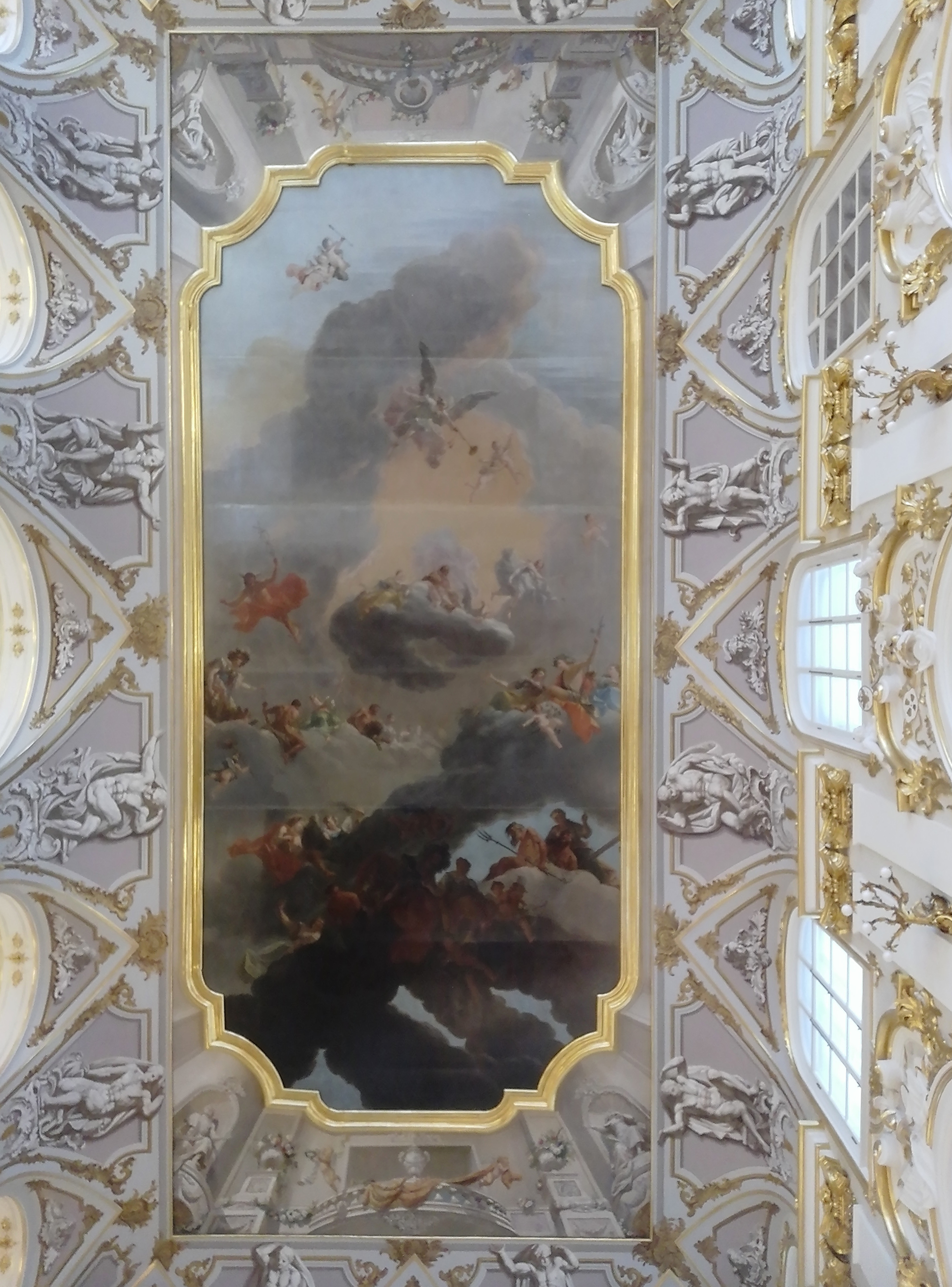
Олимп (Пиршество Олимпийских богов). Плафон Иорданской лестницы Зимнего дворца. 1760. Холст, масло. Государственный Эрмитаж, Санкт-Петербург